# Dragon Ball Super
Dragon Ball Super (jap. ドラゴンボール超 Doragon Bōru Sūpā) – Kontynuacja 516 rozdziału mangi Dragon Ball. Została wydana w formie Mangi i Anime. Dwie pierwsze sagi są adaptacją dwóch filmów kinowych pod tytułem Dragon Ball Z Battle of Gods i Dragon Ball Z Resurrection F (w mandze film Resurrection F został pominięty).
Od 23 października 2016 roku odcinki Dragon Ball Super były udostępniane legalnie, za darmo i na bieżąco na (nieistniejącym dzisiaj serwisie) DAISUKI.net – z oryginalną ścieżką dźwiękową oraz angielskimi, rosyjskimi i hiszpańskimi napisami. Od maja 2017 roku seria była regularnie publikowana w tej samej wersji na Crunchyroll.
Manga jest wydawana w Polsce od 2018 roku przez wydawnictwo Japonica Polonica Fantastica.
Według informacji w Animation Magazine studio Toei Animation nawiązało współpracę z wieloma krajami Europy, w tym z Polską. Dragon Ball Super jest akutalnie emitowany na kanale Polsat Games.

## Postacie oryginalne

### Bogowie Zniszczenia
- Iwan - Bóg Zniszczenia Pierwszego Wszechświata. Charakteryzuje się niskim wzrostem i czarnym zarostem na twarzy.
- Helles - Bogini Zniszczenia Drugiego Wszechświata. Ubiera się jak faraonka. Jako jedyna nie ma nic do Goku i podziwia jego wygląd.
- Mosco - Bóg Zniszczenia Trzeciego Wszechświata. Robot wydający niezrozumiałe dla większości dźwięki.
- Quitela - Bóg Zniszczenia Czwartego Wszechświata. Z wyglądu przypomina mysz.
- Arrak - Bóg Zniszczenia Piątego Wszechświata. Wygląd przypomina humanoidalnego owada.
- Champa - Bóg Zniszczenia Szóstego Wszechświata. Brat bliźniak Beerusa. Walczy z nim o to, w którym z wszechświatów jest smaczniejsze jedzenie. Jest grubszy od Beerusa.
- Beerus - Bóg Zniszczenia Siódmego  Wszechświata. Brat bliźniak Champa. Walczy z nim o to, w którym z wszechświatów jest smaczniejsze jedzenie. Jest chudszy od Champy.
- Liquir - Bóg Zniszczenia Ósmego Wszechświata. Z wyglądu przypomina lisa.
- Sidra - Bóg Zniszczenia Dziewiątego Wszechświata. Posiada brudnozieloną skórę i z trudem niszczy cokolwiek.
- Rummshi - Bóg Zniszczenia Dziesiątego Wszechświata. Przypomina słonia.
- Vermoud - Bóg Zniszczenia Jedenastego Wszechświata. Ma postać klauna. Bardzo wierzy w Jirena i opowiada wszystkim jego przeszłość.
- Geen - Bóg Zniszczenia Dwunastego Wszechświata. Jest rybopodobnym humanoidem ze skórą o kolorze patyny.

### Aniołowie
- Arcykapłan - ojciec wszystkich aniołów ze wszystkich Wszechświatów będący na usługi Króla Wszechrzeczy. Sędzia na Turnieju Mocy.
- Awamo - Anioł z Pierwszego Wszechświata i asystent Iwana.
- Sower - Anioł z Drugiego Wszechświata i asystent Helles.
- Campari - Anioł z Trzeciego Wszechświata i asystent Mosco.
- Koniok - Anioł z Czwartego Wszechświata i asystent Quiteli.
- Kuktajl - Anioł z Piątego Wszechświata i asystent Arraka.
- Vados - Anielica z Szóstego Wszechświata i asystentka Champy, któremu często lubi dogryzać. Jako jedyna ma inny fason buta.
- Whis - Anioł z Siódmego Wszechświata i Asystent Beerusa. Często odwiedza ziemię, żeby spotkać się z Bulmą po to, by skosztować ziemskiego jedzenia.
- Kornn - Anioł z Ósmego Wszechświata i asystent Liquira.
- Mojyto - Anioł z Dziewiątego Wszechświata i asystent Sidry.
- Kus - Anielica z Dziesiątego Wszechświata i asystentka Rummshiego. Jest najstarsza oraz bardzo lubi Gowasu.
- Markarita - Anielica z Jedenastego Wszechświata i asystentka Vermouda.
- Martinu - Anielica z Dwunastego Wszechświata i asystentka Geena.
- Meerus - Anioł, który nie jest asystentem żadnego z bogów zniszczenia. W mandze pomaga Goku w treningu. W rozdziale 62. mangi ryzykuje wymazaniem z egzystencji, gdyż zaatakował Moro, ponieważ aniołowie nie mogą wtrącać się w sprawy śmiertelników. Występuje tylko w mandze.

### Antagoniści
- Beerus - Bóg Zniszczenia 7 Wszechświata. Pierwszy raz ukazany został w sadze Battle of Gods. Śnił o walce z Boskim Super Saiyaninem. Na początku chciał zniszczyć Ziemię, lecz z czasem zaprzyjaźnił się z Wojownikami Z. W zamian za jedzenie trenował Goku i Vegetę.
- Freeza - Powrócił w sadze Ressurection F. Po 4 miesiącach treningu osiągnął nową formę, która zmusiła Goku oraz Vegetę do transformacji w Super Saiyanina Blue. Został on pokonany ostatecznie przez Goku. Został wskrzeszony po Turnieju mocy.

#### Saga 6 Wszechświata
- Cabba – Saiyanin z Wszechświata Szóstego. Ma łagodny charakter. Jego imię wzięło się od kapusty (ang. cabbage). Mimo iż jest z innego wszechświata, traktuje Vegetę jako swojego mentora. Po raz pierwszy został ukazany podczas turnieju 6 i 7 wszechświata
- Frost – odpowiednik Freezy z Wszechświata Szóstego. Jest tak samo zły jak Freeza.
- Autta Magetta - żywa istota zbudowana z metalu. Żywi się lawą, jego wnętrze płonie ogniem. Przez komin na głowie odchodzi dym. Wyglądem przypomina robota. Nie mówi, tylko wydaje pewne dźwięki.
- Hit - Legendarny zabójca, który potrafi skakać w czasie. Został wyeliminowany przez Monakę.

#### Saga Trunksa z Przyszłości
- Goku Black (Czarny Goku) - Zamasu z alternatywnej linii czasowej, niedoszły Kaioshin wszechświata 10. Postanowił zamienić się ciałami z Goku, do wypełnienia swego celu - zabicia śmiertelników.
- Zamasu - w głównej linii czasowej został zniszczony przez Beerusa. Zamasu z alternatywnej linii czasowej został kompanem Goku Blacka, który przeniósł się w czasie za pomocą Pierścienia Czasu i uczynił go Kaioshinem zabijając jego mistrza - Gowasu. Zamasu zażyczył sobie nieśmiertelności. Nienawidził śmiertelników.
- Scalony Zamasu - Fuzja Goku Blacka i Zamasu za pomocą kolczyków Potara. Mimo że jedna część składowa fuzji była nieśmiertelna nie czyniło to samej fuzji nieśmiertelną jak sam Scalony Zamasu myślał. Został pokonany przez Future Trunksa. Ukazany został pod koniec sagi.

#### Saga Turnieju Pokazowego
- Basil – wilk z Dziewiątego Wszechświata. Zwany także Wykopem. Członek Tercetu Niebezpiecznych. Podczas Walk Pokazowych walczy z Buu. Jego imię pochodzi od bazylii.
- Lavender – wilk z Dziewiątego Wszechświata. Członek Tercetu Niebezpiecznych. Podczas Walk Pokazowych walczy z Gohanem. Jego imię pochodzi od lawendy.
- Bergamo - wilk z Dziewiątego Wszechświata. Zwany także Miażdżycielem. Członek Tercetu Niebezpiecznych. Podczas Walk Pokazowych walczy z Goku.
- Toppo -  lider drużyny bohaterów zwanej Żołnierzami Dumy, która stoi na straży pokoju w 11 Wszechświecie.

#### Reszta postaci
- Zeno – najsilniejsza istota we wszechświecie. Zniszczył 6 wszechświatów (było ich 18, teraz jest 12). Wygląda jak małe dziecko. Szczególnie polubił Gokū, któremu pozwolił na nazywanie siebie Wszechusiem.
- Zeno z Przyszłości – odpowiednik Króla Wszechrzeczy z przyszłości Trunksa.
- Frost – odpowiednik Freezy z Wszechświata Szóstego. Jest tak samo zły jak Freeza.
- Hit – zabójca z Wszechświata Szóstego. Stosuje technikę Czaso-skoku oraz inne zabójcze techniki.
- Caulifla – Saiyanka z Szóstego Wszechświata. Nauczycielka Kale oraz pierwsza Super Saiyanka w historii całej serii (nie licząc Note z Dragon Ball Heroes). Jako pierwsza osiąga poziom Super Saiyan Grade 3 (aka USSJ w wersji angielskiej) i SSJ2. Jej imię pochodzi od kalafiora (ang. cauliflower).
- Kale – Saiyanka z Szóstego Wszechświata, a także podopieczna Caulifii. Jest nieśmiała. Wchodzi w pierwotną formę Saiyan i staje się agresywna oraz pełna nienawiści w szczególności do Son Gokū.
- Kefla - Fuzja Caulifli i Kale za pomocą kolczyków Potary.
- Basil – wilk z Dziewiątego Wszechświata. Zwany także Wykopem. Członek Tercetu Niebezpiecznych. Podczas Walk Pokazowych walczy z Buu. Jego imię pochodzi od bazylii.
- Lavender – wilk z Dziewiątego Wszechświata. Członek Tercetu Niebezpiecznych. Podczas Walk Pokazowych walczy z Gohanem. Jego imię pochodzi od lawendy.
- Bergamo - wilk z Dziewiątego Wszechświata. Zwany także Miażdżycielem. Członek Tercetu Niebezpiecznych. Podczas Walk Pokazowych walczy z Goku.
- Czarny Goku – Zamasu z alternatywnej rzeczywistości w ciele Son Goku z alternatywnej przyszłości. Antagonista ze świata Trunksa, który wygląda jak Son Goku. Ubrany na czarno, z zielonym kolczykiem Potary na lewym uchu.
- Gowasu – Kaioshin Wszechświata Dziesiątego. Nauczyciel Zamasu.
- Zamasu – Kaio, a potem Kaioshin Wszechświata Dziesiątego. Nienawidzi śmiertelników i uważa, że należy ich zniszczyć.
- Scalony Zamasu – fuzja Czarnego Goku i Zamasu z Przyszłości Trunksa, która została dokonana za pomocą kolczyków Potary.
- Jiren - najsilniejszy zawodnik na Turnieju Mocy. Pochodzi z Jedenastego Wszechświata. Jest w stanie pokonać Gokū w formie Niebieskiego Super Saiyanina w połączeniu z Dwudziestokrotną Pięścią Króla Kaiō.
- Mai z Przyszłości – odpowiednik Mai z przyszłości Trunksa. Podkochuje się w nim. Mimo iż była członkiem gangu Pilafa, zmienia się i pomaga innym.
- Haru i Maki – rodzeństwo uratowane przez Mai z Przyszłości. Bardzo boją się Goku (który wygląda jak Czarny).
- Watagash – międzygalaktyczny pasożyt, który zwiększa siłę ludzi, w których wchodzi. Uciekł Jaco.
- Moro - humanoidalny kozioł, uciekinier z więzienia Galaktycznego Patrolu, który potrafi absorbować żywe istoty, planety a także techniki, dzięki czemu zwiększa swoją siłę. Występuje tylko w mandze.

## Manga
| Nr | Język japoński   | Język japoński         | Język polski        | Język polski           |
| Nr | Data wydania     | ISBN                   | Data wydania        | ISBN                   |
| --- | ---------------- | ---------------------- | ------------------- | ---------------------- |
| 1 | 4 kwietnia 2016  | ISBN 978-4-08-880661-7 | 28 lutego 2018      | ISBN 978-83-7471-643-7 |
| Lista rozdziałów Tom 1: Wojownicy z Szóstego Wszechświata - 01. Proroczy sen Boga Zniszczenia - 02. Gokū pokonany - 03. Gniew Piwusa - 04. Starcie Bogów - 05. Piwus i Szampa - 06. Przygotowania do turnieju - 07. Wojownicy z Szóstego Wszechświata - 08. Początek turnieju! - 09. Son Gokū kontra Botamo |                  |                        |                     |                        |
| 2 | 2 grudnia 2016   | ISBN 978-4-08-880867-3 | 9 maja 2018         | ISBN 978-83-7471-644-4 |
| Lista rozdziałów Tom 2: Kto zwyciężył w turnieju!? - 10. Prawda o Froście - 11. Vegeta wkracza do akcji - 12. Saiyańska duma - 13. Kto zwyciężył w turnieju!? - 14. S.O.S. z przyszłości - 15. Powrót "Nadziei"                                                                                             |                  |                        |                     |                        |
| 3 | 2 czerwca 2017   | ISBN 978-4-08-881084-3 | 2 października 2018 | ISBN 978-83-7471-645-1 |
| Lista rozdziałów Tom 3: Plan "Zero ludzi" - 16. Przeszłość Trunksa z przyszłości - 17. Zamasu - kandydat na Boga Światów Dziesiątego Wszechświata - 18. Kim naprawdę jest Gokū Black? - 19. Dwóch Zamasu - 20. Plan "Zero ludzi"                                                                            |                  |                        |                     |                        |
| 4 | 2 listopada 2017 | ISBN 978-4-08-881163-5 | 17 grudnia 2018     | ISBN 978-83-7471-734-2 |
| Lista rozdziałów Tom 4: Ostatnia wyprawa Hope'a - 21. Ostatnia wyprawa Hope'a - 22. As w rękawie Zamasu - 23. Prawdziwa wartość Potali - 24. Postępy Son Gokū |                  |                        |                     |                        |
| 5 | 2 marca 2018     | ISBN 978-4-08-881447-6 | 21 marca 2019       | ISBN 978-83-7471-735-9 |
| Lista rozdziałów Tom 5: Decydująca walka! Żegnaj, Trunksie! - 25. Gokū czy Zamasu!? - 26. Decydująca walka! Żegnaj, Trunksie! - 27. Treningi, codzienność oraz... - 28. Bogowie Zniszczenia z dwunastu Wszechświatów                                                                                        |                  |                        |                     |                        |
| 6 | 4 czerwca 2018   | ISBN 978-4-08-881501-5 | 6 sierpnia 2019     | ISBN 978-83-7471-736-6 |
| Lista rozdziałów Tom 6: Przybywajcie, wojownicy! - 29. Top, kandydat na Boga Zniszczenia Jedenastego Wszechświata - 30. Mężczyzna zwany Jirenem - 31. Przybywajcie, wojownicy! - 32. Przybywajcie, wojownicy! Część 2                                                                                       |                  |                        |                     |                        |
| 7 | 4 września 2018  | ISBN 978-4-08-881575-6 | 5 listopada 2019    | ISBN 978-83-7471-737-3 |
| Lista rozdziałów Tom 7: Walka o przetrwanie! Początek Wielkiego Turnieju Mocy! - 33. Walka o przetrwanie! Początek Wielkiego Turnieju Mocy! - 34. Zniszczenie pierwszego z Wszechświatów - 35. Hit kontra Jiren - 36. Niecodzienni wojownicy                                                                |                  |                        |                     |                        |
| 8 | 4 grudnia 2018   | ISBN 978-4-08-881649-4 | 7 lutego 2020       | ISBN 978-83-7471-738-0 |
| Lista rozdziałów Tom 8: Omen przebudzenia Son Gokū - 37. Przebudzenie Super Saiyanki Kale - 38. As w rękawie Szóstego Wszechświata - 39. Omen przebudzenia Son Gokū - 40. Jiren kontra Siódmy Wszechświat                                                                                                   |                  |                        |                     |                        |
| 9 | 4 kwietnia 2019  | ISBN 978-4-08-881811-5 | 30 kwietnia 2020    | ISBN 978-83-7471-739-7 |
| Lista rozdziałów Tom 9: Rozstrzygnięcie i koniec turnieju - 41. Ultrainstynkt - 42. Rozstrzygnięcie i koniec turnieju - 43. Wstąpienie do Galaktycznego Patrolu - 44. Moro - zbiegły więzień |                  |                        |                     |                        |
| 10 | 2 sierpnia 2019  | ISBN 978-4-08-882034-7 | Grudzień 2020       | ISBN 978-83-7471-642-0 |
| Lista rozdziałów Tom 10: Życzenie Moro - 45. Magia Moro - 46. Słabnąca Namek - 47. Zrabowane Smocze Kule - 48. Życzenie Moro |                  |                        |                     |                        |
| 11 | 4 grudnia 2019   | ISBN 978-4-08-882154-2 | listopad 2020       |                        |
| Lista rozdziałów Tom 11: Wielka ucieczka - 49. Walka w Przestrzeni Kosmicznej - 50. Wielka ucieczka - 51. Różne drogi - 52. Treningi Goku i Vegety |                  |                        |                     |                        |
| 12 | 3 kwietnia 2020  | ISBN 978-4-08-882264-8 | I kwartał 2021      |                        |
| Lista rozdziałów Tom 12: Prawda o Merusie - 53. Banda galaktycznych rabusiów Saganbo - 54. Gohan kontra seven-three - 55. Prawda o Merusie - 56. Ruszenie ziemskich wojowników |                  |                        |                     |                        |

## Anime

### Lista odcinków
| N/o | #  | Tytuł | Premiera w Japonii   | Premiera w Polsce    |
| --- | -- | --- | -------------------- | -------------------- |
| 1   | 1  | Nagroda pokoju! Kto zgarnie sto milionów Zeni? Heiwa no hōshū ichioku Zenī wadare no te ni!? (平和の報酬 1億ゼニーは誰の手に!?)                                                                  | 5 lipca 2015         | 15 października 2018 |
| 2   | 2  | Obiecane wakacje w kurorcie! Vegeta z rodziną na wycieczce? Yakusoku no rizōto e! Bejīta ga kazoku ryokō! (約束のリゾートへ! ベジータが家族旅行!?)                                               | 12 lipca 2015        | 16 października 2018 |
| 3   | 3  | Co z resztą snu? W poszukiwaniu Boskiego Super Saiyanina! Yume no tsuzuki wa doko da!? Sūpā Saiya-jin Goddo o sagase! (夢の続きはどこだ!? 超サイヤ人ゴッドを探せ!)                               | 19 lipca 2015        | 17 października 2018 |
| 4   | 4  | Smocze kule na celowniku! Wielki plan gangu Pilafa! Mezase Doragon Bōru! Pirafu ichimi no-dai sakusen! (目指せドラゴンボール! ピラフ一味の大作戦!)                                               | 2 sierpnia 2015      | 18 października 2018 |
| 5   | 5  | Starcie na planecie Północnego Kaio! Son Goku kontra Bóg Zniszczenia! Kaiō-sei no Kessen! Gokū VS Hakaishin Birusu (界王星の決戦! 悟空VS破壊神ビルス)                                            | 9 sierpnia 2015      | 18 października 2018 |
| 6   | 6  | Nie wkurzaj Boga Zniszczenia! Imprezowe szaleństwo! Hakaishin o Okoraseru na! Doki-Doki Tanjō Pātī (破壊神を怒らせるな! ドキドキ誕生パーティー)                                                  | 16 sierpnia 2015     | 22 października 2018 |
| 7   | 7  | Jak mogłeś to zrobić Bulmie! Wściekła transformacja Vegety? Yokumo Ore no Buruma o! Bejīta Ikari no Totsuzenhen’i!? (よくもオレのブルマを! ベジータ怒りの突然変異!?)                             | 23 sierpnia 2015     | 23 października 2018 |
| 8   | 8  | Pojawia się Goku! Ostatnia szansa od Lorda Beerusa? Tsu ni Gokū ga Kenzan da! Birusu-sama Kara no Rasuto Chansu!? (悟空見参! ビルス様からのラストチャンス!?)                                     | 30 sierpnia 2015     | 24 października 2018 |
| 9   | 9  | Dzięki za cierpliwość, Lordzie Beerusie! Narodziny Boskiego Super Saiyanina! O Matase, Birusu-sama Tsui ni Sūpā Saiya-jin Goddo Tanjō! (お待たせ、ビルス様。 ついに超サイヤ人ゴッド誕生!)        | 6 września 2015      | 25 października 2018 |
| 10  | 10 | Pokaż na co cię stać, Goku! Moc Boskiego Super Saiyanina! Misero Gokū! Sūpā Saiya-jin Goddo no pawā!! (見せろ悟空! 超サイヤ人ゴッドの力!!)                                                       | 13 września 2015     | 26 października 2018 |
| 11  | 11 | Walczymy dalej, Lordzie Beerusie! Pojedynek bogów trwa! Tsudukeyō ze Birusu-sama! Kami to kami no tatakai o! (続けようぜビルス様! 神と神の戦いを!)                                               | 20 września 2015     | 29 października 2018 |
| 12  | 12 | Wszechświat się zapada? Starcie Boga Zniszczenia i Boskiego Super Saiyanina! Uchū ga kudakeru!? Gekitotsu! Haikaishin tai Sūpā Saiya-jin Goddo! (宇宙が砕ける!? 激突! 破壊神VS超サイヤ人ゴッド!) | 27 września 2015     | 30 października 2018 |
| 13  | 13 | Goku, więcej niż Boski Super Saiyanin! Gokū yo, Sūpā Saiya-jin Goddo o koete ike! (悟空よ、超サイヤ人ゴッドを越えて行け!)                                                                        | 4 października 2015  | 31 października 2018 |
| 14  | 14 | Oto cała moja moc! Załatwmy to jak Bóg z Bogiem! Kore ga ora no arittake no chikarada! Ketchaku! Kami to kami (これがオラのありったけの力だ! 決着! 神と神)                                       | 11 października 2015 | 1 listopada 2018     |

| N/o | #  | Tytuł | Premiera w Japonii   | Premiera w Polsce |
| --- | -- | --- | -------------------- | ----------------- |
| 15  | 1  | Bohaterze Szatanie, daj nam cud! Wydarzenie z kosmosu! Yūsha Satan yo kiseki o okose! Uchū kara no chōsenjō!! (勇者サタンよ奇跡を起こせ! 宇宙からの挑戦状!!)                              | 18 października 2015 | 2 listopada 2018  |
| 16  | 2  | Vegeta zostaje uczniem? Zjednać Whisa! Bejīta ga deshi’iri!? Uisu o kōryakuse yo! (ベジータが弟子入り!? ウイスを攻略せよ!)                                                                | 25 października 2015 | 5 listopada 2018  |
| 17  | 3  | Pan – nowa w rodzinie. A Goku wyrusza trenować? Pan tanjō! Soshite Gokū wa shugyō no tabi he!? (パン誕生! そして悟空は修行の旅へ!?)                                                       | 1 listopada 2015     | 6 listopada 2018  |
| 18  | 4  | Też już tu jestem! Zaczynamy trening na planecie Beerusa! Ora mo kita zo! Birusu-sei de shugyō kaishi da! (オラも来たぞ! ビルス星で修行開始だ!)                                           | 8 listopada 2015     | 7 listopada 2018  |
| 19  | 5  | Wszechświat zagrożony! Wskrzeszenie podłego cesarza Freezy! Zetsubō futatabi! Aku no teiō Furīza no fukkatsu! (絶望ふたたび! 悪の帝王・フリーザの復活!)                                   | 15 listopada 2015    | 8 listopada 2018  |
| 20  | 6  | Ostrzeżenie od Jaco! Przybywa Freeza wraz z tysiącem żołnierzy! Jako kara no keikoku! Semari kuru Furīza to 1000-ri no heishi-tachi! (ジャコからの警告! 迫り来るフリーザと1000人の兵士達) | 22 listopada 2015    | 9 listopada 2018  |
| 21  | 7  | Początek zemsty! Złowieszcze siły Freezy atakują Gohana! Fukushū no hajimari! Furīza-gun no akuiga satoshi Gohan outsu! (復讐の始まり! フリーザ軍の悪意が悟飯を撃つ!)                     | 29 listopada 2015    | 12 listopada 2018 |
| 22  | 8  | Zamiana! Niespodziewany powrót! Na imię mu Ginyu! Chēnji! Masaka no fukkatsu! Sono na wa Ginyū!! (チェーンジ! まさかの復活! その名はギニュー!!)                                           | 6 grudnia 2015       | 13 listopada 2018 |
| 23  | 9  | Ziemia i Gohan w niebezpieczeństwie! Son Goku, przybądź do nas! Chikyū ga! Gohan ga! Zettaizetsumei! Hayaku kite kure Son Gokū!! (地球が! 悟飯が! 絶体絶命! 早く来てくれ孫悟空!!)         | 13 grudnia 2015      | 14 listopada 2018 |
| 24  | 10 | Starcie! Freeza kontra Son Goku! Oto efekt mojego treningu! Gekitotsu! Furīza VS Son Gokū. Kore ga ora no shugyō no seikada! (激突! フリーザVS孫悟空 これがオラの修行の成果だ!)           | 20 grudnia 2015      | 15 listopada 2018 |
| 25  | 11 | Bitwa na całego! Mściwy Złoty Freeza! Zenkai Batoru! Fukushū no Gōruden Furīza (全開バトル! 復讐のゴールデンフリーザ)                                                                     | 27 grudnia 2015      | 16 listopada 2018 |
| 26  | 12 | Jeszcze nie wszystko stracone! Pokaż na co cię stać, Son Goku! Dai pinchi ni shōki ga mieta! Hangeki kaishida Son Gokū! (大ピンチに勝機が見えた! 反撃開始だ孫悟空!)                       | 10 stycznia 2016     | 19 listopada 2018 |
| 27  | 13 | Ziemia wybucha? Decydująca Kamehameha! Chikyū bakuhatsu!? Ketchaku no kamehameha (地球爆発!? 決着のかめはめ波)                                                                            | 17 stycznia 2016     | 20 listopada 2018 |

| N/o | #  | Tytuł | Premiera w Japonii | Premiera w Polsce |
| --- | -- | --- | ------------------ | ----------------- |
| 28  | 1  | Champa, Bóg Zniszczenia Wszechświata Szóstego! Dai-Roku Uchū no hakaishin sono na wa Shanpa (第6宇宙の破壊神 その名はシャンパ)                                                                            | 24 stycznia 2016   | 21 listopada 2018 |
| 29  | 2  | Zbliża się turniej walk! A kapitan drużyny jest silniejszy od Goku! Kakutō shiai kaisai kettei! Shushō wa Gokū yori tsuyoi yatsu (格闘試合開催決定! 主将は悟空よりも強いヤツ)                             | 31 stycznia 2016   | 22 listopada 2018 |
| 30  | 3  | Przed rozpoczęciem turnieju należy zebrać drużynę! „Kakutō shiai” e no o sarai nokori futari no menbā wa dareda!? (「格闘試合」へのおさらい 残り二人のメンバーは誰だ!?)                                   | 7 lutego 2016      | 23 listopada 2018 |
| 31  | 4  | Na spotkanie z Lordem Zuno! Gdzie ukrywają się Super Smocze Kule? Zunō-sama no moto e! Sūpā Doragon Bōru no arika o kikidase! (ズノー様のもとへ! 超ドラゴンボールのありかを聞き出せ!)                     | 14 lutego 2016     | 26 listopada 2018 |
| 32  | 5  | Rozpoczyna się turniej! Naprzód na Bezimienną Planetę! Shiaikaishi da! Min’na de “Namae no nai hoshi” e! (試合開始だ! みんなで「名前のない星」へ!)                                                        | 21 lutego 2016     | 27 listopada 2018 |
| 33  | 6  | Niespodzianka, Szósty Wszechświecie! Oto Super Saiyanin, Son Goku! Odoroke Dai-Roku Uchū yo! Kore ga Sūpā Saiya-jin ・ Son Gokū da! (驚け第6宇宙よ! これが超サイヤ人・孫悟空だ!)                          | 28 lutego 2016     | 28 listopada 2018 |
| 34  | 7  | Piccolo kontra Frost! Pora na Szatański Promień! Pikkoro VS Furosuto! Makankōsappō ni subete o kakero! (ピッコロVSフロスト 魔貫光殺砲にすべてをかけろ!)                                                   | 6 marca 2016       | 29 listopada 2018 |
| 35  | 8  | Gniew dodaje siły! Vegeta atakuje pełnią mocy! Ikari o chikara ni kaero! Bejīta no zenkai batoru (怒りを力に変えろ! ベジータの全開バトル)                                                                 | 20 marca 2016      | 30 listopada 2018 |
| 36  | 9  | Zaskakująco ciężka walka! Wybuch wściekłości Vegety! Masaka no dai kusen!? Bejīta ikari no dai bakuhatsu! (まさかの大苦戦! ベジータ怒りの大爆発!)                                                         | 27 marca 2016      | 3 grudnia 2018    |
| 37  | 10 | Nie zapominaj o swej dumie! Vegeta kontra Saiyanin ze Wszechświata Szóstego! Saiyajin no hokori o wasureruna! Bejīta VS Dai-Roku Uchū no saiyajin (サイヤ人の誇りを忘れるな! ベジータVS第6宇宙のサイヤ人) | 3 kwietnia 2016    | 4 grudnia 2018    |
| 38  | 11 | Najpotężniejszy wojownik Wszechświata Szóstego! To Hit, zabójca na zlecenie! Dai-Roku Uchū saikyō no senshi! Koroshi ya Hitto kenzan!! (第6宇宙最強の戦士! 殺し屋ヒット見参!!)                            | 10 kwietnia 2016   | 5 grudnia 2018    |
| 39  | 12 | Hit odpowiada silniejszym Czaso-skokiem? Czy Goku wykorzysta nową technikę? Seichōshita „toki tobashi” no hangeki!? Deru ka!? Gokū no aratana waza! (成長した“時とばし”の反撃!? 出るか!?悟空の新たな技!)  | 17 kwietnia 2016   | 6 grudnia 2018    |
| 40  | 13 | Ostateczne rozstrzygnięcie! Zwycięzcą jest Beerus, a może Champa? Tsuini ketchaku! Shōsha wa Birusu? Soretomo Shanpa? (ついに決着! 勝者はビルス? それともシャンパ?)                                       | 24 kwietnia 2016   | 7 grudnia 2018    |
| 41  | 14 | Przybądź, o boski Smoku, i spełnij moje życzenie, plosię! Ide deyo kami no ryū – soshite negai o kanaete chonmage! (出でよ神の龍 そして願いを叶えてちょんまげ!)                                           | 1 maja 2016        | 10 grudnia 2018   |

| N/o | # | Tytuł | Premiera w Japonii | Premiera w Polsce |
| --- | - | --- | ------------------ | ----------------- |
| 42  | 1 | Burzliwe obchody zwycięstwa! Czy Monaka i Goku w końcu się zmierzą? Haran no shukushō kai! Tsuini taiketsu!? Monaka tai Son Gokū (波乱の祝勝会! 遂に対決!? モナカVS孫悟空)          | 8 maja 2016        | 11 grudnia 2018   |
| 43  | 2 | Ki Goku wymyka się spod kontroli? Opieka nad dzieckiem to nie przelewki! Gokū no “Ki” ga seigyo funō!? Pan no osewa de shikuhakku (悟空の「気」が制御不能!? パンのお世話で四苦八苦) | 15 maja 2016       | 12 grudnia 2018   |
| 44  | 3 | Pieczęć planety Potaufeu! Uwolnienie tajemniczej Nadludzkiej Wody! Potofu sei no fūin toki hanatareta “Chōjin sui” no himitsu (ポトフ星の封印解き放たれた“超人水”の秘密!)           | 22 maja 2016       | 13 grudnia 2018   |
| 45  | 4 | Znikający Vegeta? Sprawa śliskiego sobowtóra! Bejīta ga kieru!? Fukusei bejīta no kyōi! (ベジータが消える!? 複製ベジータの脅威!)                                                    | 29 maja 2016       | 14 grudnia 2018   |
| 46  | 5 | Goku kontra klon Vegety! Decydujące starcie! Gokū tai fukusei Bejīta! Katsu no wa dotchida!? (悟空VS複製ベジータ! 勝つのはどっちだ!?)                                               | 5 czerwca 2016     | 17 grudnia 2018   |

| N/o | #  | Tytuł | Premiera w Japonii   | Premiera w Polsce |
| --- | -- | --- | -------------------- | ----------------- |
| 47  | 1  | S.O.S. z przyszłości! Nadchodzi nowy, mroczny wróg! Mirai kara no esuōesu! Kuroki arata na teki arawaru! (未来からのSOS! 黒き新たな敵現る!!)                                                      | 12 czerwca 2016      | 18 grudnia 2018   |
| 48  | 2  | Nowa nadzieja! Witamy znowu w teraźniejszości, Trunksie! Kibō!! Futatabi – Imade mezame yo Torankusu (HOPE(きぼう)!! 再び 現在で目覚めよトランクス)                                               | 19 czerwca 2016      | 19 grudnia 2018   |
| 49  | 3  | Wiadomość z przyszłości! Czarny Goku nadchodzi! Mirai kara no messēji – Gokū Burakku shūrai! (未来からのメッセージ ゴクウブラック襲来!)                                                           | 26 czerwca 2016      | 20 grudnia 2018   |
| 50  | 4  | Goku kontra Czarny! Ścieżka do zamkniętej przyszłości! Gokū VS Burakku! Tozasareta mirai e no michi (悟空VSブラック！ 閉ざされた未来への道)                                                       | 3 lipca 2016         | 21 grudnia 2018   |
| 51  | 5  | Trunks i Mai! Uczucie silniejsze niż czas! Toki o koeta omoi – Torankusu to Mai (時をこえた想い トランクスとマイ)                                                                                 | 10 lipca 2016        | 24 grudnia 2018   |
| 52  | 6  | Spotkanie mistrza i ucznia! Son Gohan i Trunks z przyszłości! Shitei saikai – Son Gohan to „Mirai” Torankusu (師弟再会 孫悟飯と”未来”トランクス)                                                  | 17 lipca 2016        | 24 grudnia 2018   |
| 53  | 7  | Odkryć prawdziwą tożsamość Czarnego! Świat Kaioshinów Wszechświata Dziesiątego! Burakku no shōtai o abake! Iza dai 10 uchū no kaiōshin kai e! (ブラックの正体を暴け！ いざ第10宇宙の界王神界へ！) | 31 lipca 2016        | 24 grudnia 2018   |
| 54  | 8  | Determinacja Trunksa, dziedzica saiyańskiej krwi! Saiyajin no chiohikumono – Torankusu no ketsui (サイヤ人の血をひく者 トランクスの決意)                                                          | 7 sierpnia 2016      | 24 grudnia 2018   |
| 55  | 9  | Chcę się spotkać z Son Goku! Wezwanie od Króla Wszechrzeczy! Son Gokū ni aitai no ne – Zenō-sama kara no yobidashi! (孫悟空に会いたいのね 全王様からのよびだし！)                                 | 21 sierpnia 2016     | 24 grudnia 2018   |
| 56  | 10 | Ponowne starcie z Czarnym Goku! Pojawia się Różany Super Saiyanin! Saisen Gokū Burakku! Sūpā Saiya-jin Roze tōjō!! (再戦ゴクウブラック！ 超サイヤ人ロゼ登場！！)                                  | 28 sierpnia 2016     | 25 grudnia 2018   |
| 57  | 11 | Bóg z nieśmiertelnym ciałem! Wejście Zamasu! Fujimi no karada o motsu kami – Zamasu kōrin (不死身の体を持つ神 ザマス降臨)                                                                         | 4 września 2016      | 25 grudnia 2018   |
| 58  | 12 | Czarny i Zamasu! Rosnąca podwójna tajemnica! Zamasu to Burakku – Fukamaru futari no nazo (ザマスとブラック 深まる二人の謎！)                                                                      | 11 września 2016     | 25 grudnia 2018   |
| 59  | 13 | Na ratunek Kaioshinowi Gowasu! Trzeba zniszczyć Zamasu! Kaiōshin Gowasu o mamore – Zamasu o hakai seyo! (界王神ゴワスを守れ ザマスを破壊せよ！)                                                   | 25 września 2016     | 25 grudnia 2018   |
| 60  | 14 | Powrót do przyszłości! Prawdziwa tożsamość Czarnego Goku! Futatabi mirai e – Akasareru Gokū Burakku no shōtai (再び未来へ 明かされるゴクウブラックの正体！！)                                     | 2 października 2016  | 25 grudnia 2018   |
| 61  | 15 | Ambicje Zamasu! Plan „Zero Śmiertelnych” wychodzi na jaw! Zamasu no yabō – Katarareru kyōfu no “Ningen 0 keikaku (ザマスの野望 語られる恐怖の『人間0計画』)                                       | 9 października 2016  | 26 grudnia 2018   |
| 62  | 16 | Zamierzam ochronić ten świat! Eksplozja potężnego gniewu Trunksa! Sekai wa ore ga mamoru! Torankusu ikari no sūpā pawā sakuretsu!! (世界はオレが守る！トランクス怒りの超パワー炸裂！！)           | 16 października 2016 | 26 grudnia 2018   |
| 63  | 17 | Nie lekceważ saiyańskich komórek! Zaciekłe natarcie Vegety! Saiya-jin no saibō o kegasu na! Bejīta no sōzetsu batoru kaien!! (サイヤ人の細胞を汚すな！ベジータの壮絶バトル開演！！)               | 23 października 2016 | 26 grudnia 2018   |
| 64  | 18 | Czcijcie go! Wychwalajcie go! Wybuchowe narodziny fuzji Zamasu! Agameyo! Tataeyo! Gattai Zamasu bakutan!! (崇めよ！讃えよ！合体ザマス爆誕！！)                                                    | 30 października 2016 | 26 grudnia 2018   |
| 65  | 19 | Czy to już Sąd Ostateczny? Nieograniczona moc wszechmocnego Boga! Saigo no shipan ka!? Zettai shin no kyūkyoku no pawā! (最後の審判か！？絶対神の究極の力)                                        | 6 listopada 2016     | 26 grudnia 2018   |
| 66  | 20 | Czy to już koniec? Cudowna siła nieustępliwych wojowników! Kessen! Akiramenai senshi-tachi no kiseki no pawā! (決戦！あきらめない戦士たちの奇跡の力)                                              | 13 listopada 2016    | 27 grudnia 2018   |
| 67  | 21 | Z nową nadzieją w sercach! Żegnaj Trunksie! Aratana kibō!! O mune ni – saraba Torankusu (新たなHOPE!!を胸に さらばトランクス)                                                                     | 20 listopada 2016    | 27 grudnia 2018   |
| 68  | 22 | Przybądź, o Shenronie! Czyje życzenie dzisiaj spełnisz? Ideyo Shenlong! Kanaeru negai wa dare no mono!? (いでよ神龍！ 叶える願いは誰のもの！？)                                                   | 27 listopada 2016    | 27 grudnia 2018   |
| 69  | 23 | Goku kontra Aralka! Absurd mogący przynieść zagładę Ziemi! Gokū VS Arare! Hachamechabatoru de Chikyū ga owaru!? (悟空VSアラレ！ハチャメチャバトルで地球が終わる！？)                              | 4 grudnia 2016       | 27 grudnia 2018   |
| 70  | 24 | Wyzwanie Champy! Czas na zwariowany baseball! Shanpa kara no chōsen-jō! Kondo wa yakyū de shōbuda!! (シャンパからの挑戦状！今度は野球で勝負だ！！)                                                | 11 grudnia 2016      | 27 grudnia 2018   |
| 71  | 25 | Goku umiera! Zlecenie, które musi zostać wykonane! Gokū shisu! Zettai shikkō no ansatsu ninrai! (悟空死す！絶対執行の暗殺依頼)                                                                    | 18 grudnia 2016      | 28 grudnia 2018   |
| 72  | 26 | Czas na kontratak! Niewidzialna sztuka zabijania! Hangeki naruka!? Mienai koroshi no waza!! (反撃なるか！？見えない殺しの技！！)                                                                  | 25 grudnia 2016      | 28 grudnia 2018   |
| 73  | 27 | Pechowa przygoda Gohana! Naprawdę robią film o Wielkim Saiyanmenie? Gohan no sainan! Gurētosaiyaman masakano eiga ka!? (悟飯の災難！グレートサイヤマンまさかの映画化！？)                         | 8 stycznia 2017      | 28 grudnia 2018   |
| 74  | 28 | Dla tych, których kocham! Niepokonany Wielki Saiyanmen! Aisuru mono no tame ni! Fukutsu no Gurēto Saiyaman!! (愛するもののために！不屈のグレートサイヤマン！！)                                   | 15 stycznia 2017     | 28 grudnia 2018   |
| 75  | 29 | Goku i Kuririn! Powrót na stare śmieci! Gokū to Kuririn – Natsukashi no shugyō no ba e! (悟空とクリリン 懐かしの修行の場へ)                                                                       | 22 stycznia 2017     | 28 grudnia 2018   |
| 76  | 30 | W obliczu przerażających wrogów! Kuririn odzyskuje ducha walki! Kowa teki o uchiyabure! Kuririn no tōshi futatabi! (恐敵を打ち破れ！クリリンの闘志ふたたび！)                                     | 29 stycznia 2017     | 1 stycznia 2019   |

| N/o | #  | Tytuł | Premiera w Japonii   | Premiera w Polsce |
| --- | -- | --- | -------------------- | ----------------- |
| 77  | 1  | Do dzieła Wszechusie! Międzywszechświatowy Turniej Sztuk Walki! Yarou ze Zenō-sama! Uchū ichi Budō-kai!! (やろうぜ全王様! 宇宙一武道会!!)                                                                  | 5 lutego 2017        | 1 stycznia 2019   |
| 78  | 2  | Bogowie Wszechświatów przerażeni! Turniej, w którym porażka oznacza zagładę! Zen uchū no kami-sama mo don hiki!? Maketara shōmetsu "Chikara no taikai" (全宇宙の神様もドン引き!? 負けたら消滅「力の大会」) | 12 lutego 2017       | 1 stycznia 2019   |
| 79  | 3  | Basil Wykop z Wszechświata Dziewiątego kontra Majin Buu z Wszechświata Siódmego! Dai kyu uchū keri no Bajiru basasu Dai nana uchū Majinbū!! (第9宇宙蹴りのバジルVS第7宇宙魔人ブウ!!)                       | 19 lutego 2017       | 1 stycznia 2019   |
| 80  | 4  | Obudzić uśpionego ducha walki! Bitwa Son Gohana! Nemutta tōshi o yobisamase! Son Gohan no tatakai!! (眠った闘志を呼び覚ませ! 孫悟飯の闘い!!)                                                               | 26 lutego 2017       | 1 stycznia 2019   |
| 81  | 5  | Bergamo Miażdżyciel kontra Son Goku! Czyja moc nie ma sobie równych? Tsubushi no Berugamo VS Son Gokū! Aotenjō no tsuyosa wa dotchida! ? (潰しのベルガモVS孫悟空! 青天井の強さはどっちだ!?)                | 5 marca 2017         | 2 stycznia 2019   |
| 82  | 6  | Son Goku musi zapłacić! Wkracza Toppo, obrońca sprawiedliwości! Son Gokū yurusumaji! Seigi no senshi Toppo ran'nyū!!! (孫悟空許すまじ! 正義の戦士トッポ乱入!!)                                             | 19 marca 2017        | 2 stycznia 2019   |
| 83  | 7  | Zebrać drużynę Wszechświata Siódmego! Kto będzie w najsilniejszej dziesiątce? Dai-7 uchū daihyō chīmu o kessei seyo! Saikyō no 10-ri wa dareda? (第7宇宙代表チームを結成せよ! 最強の10人は誰だ!?)          | 26 marca 2017        | 2 stycznia 2019   |
| 84  | 8  | Son Goku kompletuje drużynę! Zwerbować Kuririna i Osiemnastkę! Sukautoman Son Gokū - Kuririn to 18-gō o izanau (スカウトマン孫悟空 クリリンと18号を誘う)                                                   | 2 kwietnia 2017      | 2 stycznia 2019   |
| 85  | 9  | Wszechświaty się przygotowują! Każdy ma swoje powody! Ugokidasu uchū - sorezore no omowaku (動き出す宇宙 - それぞれの思惑)                                                                                 | 9 kwietnia 2017      | 2 stycznia 2019   |
| 86  | 10 | Krzyżują pięści po raz pierwszy! Android nr 17 kontra Son Goku! Hajimete majiwaru kobushi! Jinzōningen Jūnana-gō VS Son Gokū!! (初めて交わる拳! 人造人間17号VS孫悟空!!)                                    | 16 kwietnia 2017     | 3 stycznia 2019   |
| 87  | 11 | Polowanie na kłusowników! Goku i Siedemnasty łączą siły! Mitsuryō-dan o kare! Gokū to Jūnana-gō no kyōtō!! (密漁団を狩れ! 悟空と１７号の共闘!!)                                                            | 23 kwietnia 2017     | 3 stycznia 2019   |
| 88  | 12 | Gohan i Piccolo! Twardy trening mistrza i ucznia! Gohan to Pikkoro Shitei gekitotsu no Genkai shugyō! (悟飯とピッコロ 師弟激突の限界修業！)                                                                | 30 kwietnia 2017     | 3 stycznia 2019   |
| 89  | 13 | Nieznajoma piękność wkracza do akcji! Zamieszanie w Dojo w stylu Tenshin! Arawareta nazo no bijo! Tenshin-ryū Dōjō no kai!? (現れた謎の美女! 天津流道場の怪!?)                                             | 7 maja 2017          | 3 stycznia 2019   |
| 90  | 14 | Ostateczny sprawdzian umiejętności! Goku kontra Gohan! Koerubeki kabe o misuete! Gokū bāsasu Gohan (超えるべき壁を見据えて! 悟空VS悟飯)                                                                    | 14 maja 2017         | 3 stycznia 2019   |
| 91  | 15 | Który Wszechświat przetrwa? Najsilniejsi wojownicy zbierają się! Kachinokoru no wa dono Uchū da!? Zokuzoku to tsudou Saikyō no senshi-tachi!! (勝ち残るのはどの宇宙だ!? 続々と集う最強の戦士たち!!)        | 21 maja 2017         | 4 stycznia 2019   |
| 92  | 16 | Sytuacja kryzysowa! Brakuje nam dziesiątego! Kinkyū jitai hassei! Sorowanai jū nin no menbā!! (緊急事態発生! そろわない10人のメンバー!!)                                                                   | 28 maja 2017         | 4 stycznia 2019   |
| 93  | 17 | Będziesz dziesiątym zawodnikiem! Goku wyrusza na spotkanie z Freezą! Jū ninme no senshi wa omē da! Gokū Furīza no moto e!! (10人目の戦士はおめえだ! 悟空 フリーザのもとへ!!)                               | 4 czerwca 2017       | 4 stycznia 2019   |
| 94  | 18 | Podły cesarz powraca! Komitet powitalny tajemniczych zabójców! Aku no Teiō fukkatsu! Demukaeru Nazo no Shikaku-tachi!? (悪の帝王復活! 出迎える謎の刺客たち!?)                                              | 11 czerwca 2017      | 4 stycznia 2019   |
| 95  | 19 | Zły aż do szpiku kości! Freeza zbiera krwawe żniwo! Saikyō! Saiaku! Furīza Ōabare!! (最凶! 最悪! フリーザ大暴れ!!)                                                                                         | 18 czerwca 2017      | 4 stycznia 2019   |
| 96  | 20 | Nadszedł już czas! Losy każdego Wszechświata rozstrzygną się w Strefie Nicości! Toki wa kita! Uchū no Meiun o kake Mu no Kai e!! (時はきた! 宇宙の命運をかけ無の界へ!!)                                    | 25 czerwca 2017      | 7 stycznia 2019   |
| 97  | 21 | Walka o przetrwanie! Rozpoczął się Turniej Mocy! Ikinokore! Tsui ni kaimaku Chikara no Taikai!! (生き残れ! ついに開幕「力の大会」!!)                                                                       | 2 lipca 2017         | 8 stycznia 2019   |
| 98  | 22 | O niepewności! Wszechświat w rozpaczy! Ā mujou! Zetsubō suru Uchū!! (あぁ無常! 絶望する宇宙!!) | 9 lipca 2017         | 9 stycznia 2019   |
| 99  | 23 | Pokaż co potrafisz! Z Kuririnem nie ma żartów! Misetsukero! Kuririn no sokojikara!! (見せつけろ! クリリンの底力!!)                                                                                         | 16 lipca 2017        | 10 stycznia 2019  |
| 100 | 24 | Chaos na arenie! Wściekła Kale sieje spustoszenie! Daibōsō! Mezame araburu Kyōsenshi!! (大暴走! 目覚め荒ぶる狂戦士!!)                                                                                      | 23 lipca 2017        | 11 stycznia 2019  |
| 101 | 25 | Nadchodzą obrońcy sprawiedliwości! Oto Dumni Szturmowcy! Semari kuru seigi no senshi! Puraido Torūpāsu!! (迫りくる正義の戦士！プライド・トルーパス！)                                                      | 30 lipca 2017        | 14 stycznia 2019  |
| 102 | 26 | Eksplozja siły miłości! Magiczne wojowniczki z Wszechświata Drugiego! Ai no chikara ga dai bakuhatsu!? dai ni uchu majo-kko senshi!! (愛の力が大爆発！？ 第２宇宙の魔女っ子戦士！！)                       | 6 sierpnia 2017      | 15 stycznia 2019  |
| 103 | 27 | Gohan, bądź bezlitosny! Pojedynek ze Wszechświatem Dziesiątym! Gohan yo hijōnare! Dai ju uchu to no kessen!! (悟飯よ非情なれ！第10宇宙との決戦!!)                                                          | 13 sierpnia 2017     | 16 stycznia 2019  |
| 104 | 28 | Rozpoczyna się bitwa z prędkością światła! Goku i Hit łączą siły! Chōzetsu kōsoku batoru boppatsu! Gokū to hitto no kyōdō sensen!! (超絶光速バトル勃発! 悟空とヒットの共同戦線!)                           | 20 sierpnia 2017     | 17 stycznia 2019  |
| 105 | 29 | Zawzięta walka! Mistrz Roshi daje z siebie wszystko! Funsen! Mutenroshi inochi o Moyasu!! (奮戦！ 武天老師命を燃やす！！)                                                                                  | 27 sierpnia 2017     | 18 stycznia 2019  |
| 106 | 30 | Znaleźć go! Desperackie zmagania z niewidzialnym wrogiem! Mikiwamero! Sugata naki atakkā to no shitō!! (見極めろ！ 姿なきアタッカーとの死闘!!)                                                             | 3 września 2017      | 21 stycznia 2019  |
| 107 | 31 | Zemsta Frosta! Zawiła intryga? Fukushū no Efu! Shikakerareta Kōkatsu na Wana!? (復讐の「F」！ しかけられた狡猾な罠！？)                                                                                    | 17 września 2017     | 22 stycznia 2019  |
| 108 | 32 | Freeza i Frost! Zajadłe starcie! Furīza to Furosuto! Majiwaru Akui!? (フリーザとフロスト！交わる悪意！？)                                                                                                  | 24 września 2017     | 23 stycznia 2019  |
| 109 | 33 | Goku kontra najpotężniejszy przeciwnik! Atak zabójczą Kulą Wigoru! Goku ni Semaru Saikyo no Teki! Ima Koso Hanate! Hisassu no Genki-Dama!! (悟空に迫る最強の敵！今こそ放て！必殺の元気玉！！)              | 8 października 2017  | 24 stycznia 2019  |
| 110 | 34 | Son Goku powraca! Jest silniejszy niż kiedykolwiek wcześniej! Son Gokū kakusei! Mezameshi mono no aratanaru gokui!! (孫悟空覚醒！目覚めし者の新たなる極意！！)                                             | 8 października 2017  | 25 stycznia 2019  |
| 111 | 35 | Ostateczna międzywymiarowa bitwa! Hit kontra Jiren! I jigen no kyokuchi batoru! Hitto basasu Jiren!! (異次元の極致バトル! ヒットVSジレン!!)                                                                | 15 października 2017 | 28 stycznia 2019  |
| 112 | 36 | Saiyańska przysięga! Decyzja Vegety! Saiya-jin no chikai! Bejīta no kakugo!! (サイヤ人の誓い！ ベジータの覚悟！！)                                                                                         | 22 października 2017 | 29 stycznia 2019  |
| 113 | 37 | Z przyjemnością! Kolejna potyczka kochających walkę Saiyan! Kiki to Shite! Sentō-kyō Saiya-jin Batoru Futatabi!! (嬉々として! 戦闘狂サイヤ人バトル再び!!)                                                  | 29 października 2017 | 30 stycznia 2019  |
| 114 | 38 | Nie z tego świata! Nowy superwojownik wkracza na scenę! Kiki semaru! Aratana chō sen-shi no bakutan!! (鬼気せまる! 新たな超戦士の爆誕!!)                                                                   | 5 listopada 2017     | 31 stycznia 2019  |
| 115 | 39 | Goku kontra Kefla! Niebieski Super Saiyanin zostaje pokonany? Gokū vāsasu Kefura! Sūpāsaiya-jin Burū Yabureru!? (悟空VSケフラ! 超サイヤ人ブルー敗れる!?)                                                   | 12 listopada 2017    | 1 lutego 2019     |
| 116 | 40 | Niespodziewany zwrot akcji! Wielka eksplozja Ultra Instynktu! Gyakuten no kizashi! Migatte no gokui ga dai bakuhatsu!! (逆転の兆し！ 身勝手の極意が大爆発！！)                                             | 19 listopada 2017    | 4 lutego 2019     |
| 117 | 41 | Miłość zwycięży wszystko! Androidy kontra Wszechświat Drugi! Ai no daikessen! Jinzōningen VS Dai ni uchū!! (愛の大決戦！人造人間VS第２宇宙！！)                                                            | 26 listopada 2017    | 5 lutego 2019     |
| 118 | 42 | Niekończąca się tragedia! Giną kolejne Wszechświaty! Kasokusuru Higeki Kieyuku Uchū... (加速する悲劇消えゆく宇宙...)                                                                                       | 3 grudnia 2017       | 6 lutego 2019     |
| 119 | 43 | Nie do uniknięcia! Niebezpieczne podstępne ataki! Kaihi funō!? Suterusu kōgeki no mōi!! (回避不能!? ステルス攻撃の猛威!!)                                                                                  | 10 grudnia 2017      | 7 lutego 2019     |
| 120 | 44 | Owoce strategii przetrwania! Potężny wojownik Wszechświata Trzeciego! Kanpeki na Seizon Senryaku! Dai san Uchū Kyōi no Shikaku!! (完璧なる生存戦略! 第３宇宙脅威の刺客!!)                                  | 17 grudnia 2017      | 8 lutego 2019     |
| 121 | 45 | Bez litości! Poczwórna fuzja kontra połączone siły Wszechświata Siódmego! Sōryokusen! Kyūkoku no Yontai Gattai VS Dai nana Uchū Sōkōgeki!! (総力戦！究極の4体合体VS第7宇宙総攻撃！！)                      | 24 grudnia 2017      | 11 lutego 2019    |
| 122 | 46 | Prawo honoru! Vegeta chce być najsilniejszy! Onore no Hokori wo Kakete! Bejīta Saikyō he no Chōsen!! (己の誇りをかけて！ベジータ最強への挑戦！！)                                                          | 7 stycznia 2018      | 12 lutego 2019    |
| 123 | 47 | Uwolnić pełną moc ciała i duszy! Goku i Vegeta! Zenshin Zenrei Zenryoku Kaihō! Gokū to Bejīta!! (全身全霊全力解放！悟空とベジータ！！)                                                                     | 14 stycznia 2018     | 13 lutego 2019    |
| 124 | 48 | Dziki przytłaczający atak! Ostatnie starcie Gohana! Shippū-Dotō no Mōshū! Gohan Haisui no Jin!! (疾風怒涛の猛襲！悟飯背水の陣!!)                                                                           | 21 stycznia 2018     | 14 lutego 2019    |
| 125 | 49 | Prawdziwy cud! Narodziny Boga Zniszczenia Toppo! Ifu-Dōdō! Hakaishin Toppo Kōrin! (威風堂々! 破壊神トッポ降臨！！)                                                                                         | 28 stycznia 2018     | 15 lutego 2019    |
| 126 | 50 | Silniejszy nawet od Boga! Samobójczy atak Vegety! Kami wo mo Koero! Bejīta Sutemi no Ichigeki!! (神をも超えろ！ベジータ捨て身の一撃！！)                                                                   | 4 lutego 2018        | 18 lutego 2019    |
| 127 | 51 | Zderzenie z Murem! Nadzieja w ostatniej barierze! Semari-kuru Shōheki! Kibō wo Takushita Saigo no Baria!! (迫りくる障壁！希望を託した最後のバリア！！)                                                     | 11 lutego 2018       | 19 lutego 2019    |
| 128 | 52 | Dumny do samego końca! Upadek Vegety! Kedakai Hokori Saigo Made! Bejīta Chiru!! (気高い誇り最後まで！ベジータ散る！！)                                                                                     | 18 lutego 2018       | 20 lutego 2019    |
| 129 | 53 | Ponad wszelkie granice! Ostateczny Ultra Instynkt! Genkai Chōzetsu Toppa! Migatte no Gokui Kiwamaru!! (限界超絶突破！身勝手の極意極まる！！)                                                               | 4 marca 2018         | 21 lutego 2019    |
| 130 | 54 | Najbardziej super pojedynek w dziejach! Ostateczna walka o przetrwanie! Kūzenzetsugo no Chō Kessen! Kyūkyoku no Sabaibaru Batoru!! (空前絶後の超決戦！究極のサバイバルバトル！！)                          | 18 marca 2018        | 22 lutego 2019    |
| 131 | 55 | Cudowne zakończenie! Żegnaj, Goku! Do następnego razu! Kiseki no ketchaku! Saraba Gokū! Mata au hi made!! (奇跡の決着! さらば悟空! また会う日まで!!)                                                       | 25 marca 2018        | 25 lutego 2019    |

### Polski dubbing
Wersja polska: Studio PDK

Reżyseria: Dariusz Kosmowski

Dialogi:
- Seweryn Jach (odc. 1-4, 13-14, 23-24, 30, 33-34, 40, 43-44, 50, 52-55, 62-64, 73-74, 79-84, 91-94, 98, 101-104, 109, 111-114, 123-124, 128-129),
- Patrycja Chrzanowska (odc. 1, 10, 65),
- Dariusz Kosmowski (odc. 2, 130-131),
- Kamil Pozorski (odc. 5, 25, 35, 45, 60-61, 89, 108, 122),
- Jakub Kisiel (odc. 6-7, 11-12, 16-17, 26-29, 36, 39, 41-42, 56-57, 66-67, 75-76, 78, 90, 99-100, 110, 120-121),
- Agnieszka Wiśniewska (odc. 8-9, 18-19, 31, 37-38, 48-49, 58-59, 68-69, 77, 85, 88, 95, 105, 115, 118-119, 125),
- Dagmara Niemiec (odc. 15, 70),
- Marcin Piecyk (odc. 20),
- Zuzanna Chojecka (odc. 21-22, 32, 46-47, 51, 71-72, 86-87, 96-97, 106-107, 116-117, 126-127)

Dźwięk:
- Przemysław Jóźwik – Studio Skit (wszystkie odcinki),
- Jagoda Bogusz – Studio Skit (odc. 71, 73-110),
- Piotr Jędrzejewski – Studio Skit (odc. 102-105, 111-115, 118, 120-125),
- Jacek Opiełka – Studio Skit (odc. 103-104, 117, 122-131)

Montaż:
- Przemysław Jóźwik – Studio Skit (odc. 1-11, 13, 15, 17, 19),
- Artur Jóźwik (odc. 12, 14, 16, 18, 20),
- Jagoda Bogusz (odc. 21-26, 38-40, 46-50, 56-60, 66-70, 76-80, 86-90, 94-100, 105-110, 116-120, 126-131),
- Anna Abaloszewa (odc. 27-30),
- Jakub Lenarczyk (odc. 31-37, 41-45, 51-55, 61-65, 71-75, 81-85, 91-93, 101-102, 104, 111-115, 121-125)

Miks:
- Artur Jóźwik (odc. 12, 14, 16, 18, 20, 36-40, 48-50, 56-60, 66-70, 76-80, 86-89, 96-100, 106-110),
- Przemysław Jóźwik (odc. 90-95, 101-105, 111-131)

Kierownictwo produkcji:
- Weronika Grontman i Łukasz Skała (odc. 1-10),
- Marta Czarkowska (odc. 11-131)

W wersji polskiej udział wzięli:
- Sebastian Perdek –
  - Son Goku,
  - Młody Goku (odc. 16, 84),
  - Czarny Goku (odc. 47-51, 54, 56-58, 60),
  - Vegerot (odc. 66)
- Jakub Szydłowski – Lord Beerus (odc. 1-16, 18, 20-23, 25-43, 47-55, 58-60, 62, 67-72, 77-84, 86-88, 91-100, 102-131)
- Robert Kuraś – Whis (odc. 1-10, 12-23, 25-30, 32-43, 47-56, 58-60, 67-72, 75, 77-83, 86-88, 91-99, 102-104, 107-113, 115-123, 125-126, 128-131)
- Andrzej Arciszewski – Król Kaio (odc. 2-6, 9-10, 12, 14, 24, 29, 43-45, 51, 67, 87)
- Kamil Pruban –
  - Vegeta (odc. 2-9, 14-16, 18-52, 54-58, 60-67, 69-72, 77-78, 83-84, 87-88, 90-102, 106-131),
  - Młody Vegeta (odc. 6),
  - Vegerot (odc. 66)
- Agnieszka Fajlhauer –
  - Bulma (odc. 1-12, 14, 16-17, 20-27, 29-44, 46-55, 57-71, 73, 77, 91-96, 128),
  - Mała Bulma (odc. 31),
  - Bulma z przyszłości (odc. 50)
- Krzysztof Rogucki –
  - Son Goten (odc. 1-4, 6-17, 19-24, 27, 30, 32-38, 40-49, 61-62, 67-68, 72, 74-75, 77-78, 82, 88, 92, 94),
  - Gotenks (odc. 7, 22, 45)
- Maksymilian Michasiów –
  - Trunks (odc. 1-4, 6-10, 14, 20, 32-33, 35-38, 42, 44-46, 48-60, 62, 64, 67-70, 77-78, 83, 88, 92, 94, 128),
  - Gotenks (odc. 7, 22, 45),
  - Dorosły Trunks (odc. 19, 22, 46-47),
  - Młody dorosły Trunks (odc. 52),
  - Duży Trunks (odc. 56)
- Tomasz Śliwiński –
  - Tenshinhan (odc. 3, 7, 20-22, 24-25, 27, 33, 89-92, 96-97, 99-102, 106-107, 109-111, 113-116, 118-120),
  - Narrator,
  - Kucharz 1 (odc. 1),
  - Członek załogi (odc. 18),
  - Oficer-żaba (odc. 19),
  - Doktor Amihsirot (odc. 69),
  - Araghne (odc. 85),
  - Miecznik A (odc. 87),
  - Przywódca (odc. 83-84),
  - Pies-zabójca (odc. 94-95),
  - Viara (odc. 105, 111, 120)
- Jakub Wieczorek –
  - Pan Szatan (odc. 1-3, 6-7, 9, 12-15, 17, 27, 30, 32-33, 41-42, 52, 60, 73-74, 78-83, 85, 92),
  - Bzykoman (odc. 70)
- Magdalena Herman-Urbańska – Videl (odc. 1-3, 7-10, 13, 15, 17, 19, 27, 33, 43, 46, 52, 70, 73-75, 78)
- Stefan Knothe – Starszy Kaio (odc. 1-3, 10-14, 16, 32-33, 35, 37, 39-42, 55, 77-83, 91-92, 98-99, 102-103, 105, 110, 113-115, 118, 120-121, 123-123, 126-127, 129, 131)
- Michał Sitarski –
  - Pilaf (odc. 4, 6, 8-10, 14, 19, 43-44, 48-55, 58-60, 62, 67-68, 76, 83),
  - Profesor (odc. 43)
- Agnieszka Pawełkiewicz –
  - Mai (odc. 4, 6, 8-10, 14, 19, 43-44, 48-55, 58-62, 67-68, 76, 83),
  - Dorosła Mai (odc. 47-48, 50-51, 56-67)
- Paweł Peterman – Piccolo (odc. 1, 3, 7-15, 19-22, 27, 30-43, 47, 49-52, 71-72, 85, 88-90, 92, 94, 96-97, 99-103, 106, 109-112, 115-131)
- Martin Stankiewicz – Ulong (odc. 3, 6, 8-9, 32-37, 39-42, 80, 91, 96)
- Karol Gajos –
  - Son Gohan (odc. 1, 3-4, 6-16, 17, 19-27, 30, 52, 62, 67-68, 70-75, 78-85, 77-92, 94, 96-97, 99-104, 106-131),
  - Staruszek A (odc. 1),
  - Wąż (odc. 1),
  - Przywódca (odc. 2),
  - Piesi (odc. 17),
  - Żołnierz B (odc. 21),
  - Żołnierz G (odc. 21),
  - Żołnierz K (odc. 21),
  - Żołnierz N (odc. 21),
  - Żołnierz R (odc. 21),
  - Żołnierz Z (odc. 21),
  - Kosmita #2 (odc. 54-55),
  - Kosmita #5 (odc. 55),
  - Kosmita #9 (odc. 55),
  - Asystent (odc. 57),
  - Kosmita #2 (odc. 74),
  - Rabuś #1 (odc. 84),
  - Dinozaur (odc. 88),
  - Żołnierz C (odc. 95),
  - Hermilla (odc. 106-107, 117),
  - gwary (odc. 1-4, 6-7, 12-13, 15, 19-20, 27, 32-34, 42, 45, 52-60, 65-69, 71-76, 89, 91-92, 96-99, 101-110, 119, 122-123),
  - gwary męskie (odc. 21, 23, 66, 73, 76, 86-87),
  - kosmici (gwary) (odc. 54-55)
- Dariusz Odija –
  - Shenron (odc. 9, 29, 68),
  - Super Shenron (odc. 41, 76, 131),
  - Toppo (odc. 79-82, 85, 91-92, 96-97, 100-102, 104, 107-112, 114-116, 120, 122-127, 129-131)
- Dorota Furtak-Masica – Chi Chi (odc. 1, 4-7, 15, 17, 27, 32-34, 37-38, 40-44, 46-49, 61-62, 67-72, 74-75, 77, 89)
- Grzegorz Drojewski –
  - Kibitoshin (odc. 1-3, 11-14, 16),
  - Grześ (odc. 2-5, 44-45, 68, 87),
  - Lord Zuno (odc. 31-32, 57-58),
  - Shin (odc. 32-33, 37, 40-42, 55, 58-59, 63-67, 77-83, 91-94, 96-99, 102-131)
- Waldemar Barwiński –
  - Freeza (odc. 19-28, 93-99, 11-116, 118, 120-128, 130-131),
  - Frost (odc. 33-36, 90, 96-97, 99-102, 108-116, 118)
- Marta Czarkowska –
  - Chiaotzu (odc. 3, 13, 33, 42, 89-90),
  - Sekretarka Bulmy (odc. 4),
  - Dende (odc. 7, 24, 33, 63, 85-87),
  - Reporterka (odc. 15),
  - Pan (odc. 17, 19, 27, 33, 37, 43-44, 46, 52, 73-75, 78),
  - Wróżki (odc. 19-20),
  - Kupa (odc. 69),
  - Dziewczyna (odc. 71),
  - Szczur (odc. 74),
  - Markarita (odc. 82, 97, 101, 104, 107, 109, 111, 122, 125-126, 129),
  - Kobieta #2 (odc. 88),
  - Dziewczynka #1 (odc. 92),
  - gwary (odc. 1-4, 6-7, 12-13, 15, 19-20, 27, 32-34, 42, 52-60, 65-69, 71-76, 84, 89, 91-92, 96-99, 101-110, 119, 122-123),
  - gwary kobiece (odc. 68, 73)
- Oliwia Dymowska –
  - Puar (odc. 3, 8, 33, 37, 42, 68, 70, 88, 91, 96),
  - Rybia Wyrocznia (odc. 3, 18),
  - Maki (odc. 56, 58-60, 63, 65-66),
  - gwary (odc. 1-4, 6-7, 32-34, 42, 52)
- Józef Grzymała –
  - Lord Sorbet (odc. 18-24, 26-27),
  - Majora (odc. 99-100)
- Tomasz Błasiak –
  - Tagoma (odc. 19-22),
  - Tagoma w postaci żaby (odc. 22)
- Bartosz Wesołowski – Jaco (odc. 20-27, 29, 31-36, 38-42, 44-46, 73-74, 87)
- Grzegorz Borowski – Kuririn (odc. 3-4, 6-10, 14, 16-17, 20-27, 30, 32-24, 36, 38-43, 47, 49-53, 62-63, 67, 70, 73, 75-77, 83-85, 87-88, 92-97, 99-100, 102-131)
- Mirosław Wieprzewski –
  - Mistrz Roshi (odc. 1-3, 6, 9, 15, 20, 33, 62-64, 68, 75-76, 89-92, 94, 96-97, 99-102, 105-110, 112-113, 115-131),
  - Sprzedawca sushi (odc. 7-8)
- Tomasz Borkowski –
  - Kapitan Ginyu (odc. 22-23),
  - Ginyu w postaci żaby (odc. 19, 21-22)
- Michał Konarski – Lord Champa (odc. 18-19, 25, 28-30, 32-42, 70, 72, 78-82, 86, 97-100, 102-104, 107-108, 110-118, 131)
- Julia Kołakowska-Bytner –
  - Vados (odc. 18, 25, 28-41, 70, 72, 81-82, 85, 99, 104, 107-108, 110-116, 118, 122, 131),
  - Aniołek #1 (odc. 19-20),
  - Mały Jiren (odc. 127)
- Sergiusz Żymełka –
  - Buu (odc. 1, 3, 6-7, 29-30, 32, 41-42, 78-80, 85, 126),
  - Niebieski żołnierz (odc. 21),
  - Żołnierz 1 (odc. 21),
  - Żołnierz C (odc. 21),
  - Żołnierz E (odc. 21),
  - Żołnierz I (odc. 21),
  - Żołnierz P (odc. 21),
  - Żołnierz U (odc. 21),
  - Żołnierz Y (odc. 21),
  - Sprzedawca (odc. 43),
  - Gamisaras (odc. 119)
- Krzysztof Szczepaniak –
  - Bekaczer (odc. 31),
  - Przyboczny (odc. 32, 39-41),
  - Sędzia (odc. 32-40),
  - Głos z radiowozu (odc. 73),
  - Sprzedawca ramenu (odc. 73-74),
  - Spiker (odc. 73-74),
  - Policjant #1 (odc. 75),
  - Kai (odc. 78-83, 85, 97, 101, 104, 109-111, 122-131),
  - Damon (odc. 119),
  - Młody Jiren (odc. 127)
- Leszek Filipowicz –
  - Byczy Lucyfer (odc. 1, 33),
  - Król (odc. 1),
  - Reporter #1 (odc. 1),
  - Król Vegeta (odc. 6),
  - Prezenter (odc. 12-14),
  - Ambasador (odc. 15),
  - Sekretarz ambasadora (odc. 15),
  - Botamo (odc. 32-34, 70, 99-100, 103),
  - Król Galaktyki (odc. 32-34, 38-40),
  - Doktor Brief (odc. 33),
  - Piosenkarz (odc. 33),
  - Prawdziwek Drugi (odc. 69),
  - Facet #2 (odc. 89),
  - Facet #3 (odc. 89)
- Karol Jankiewicz – Cabba (odc. 32-35, 36-38, 40-41, 7, 88-89, 92-93, 96-97, 100, 108, 111-116, 118-119)
- Jan Kulczycki – Potage (odc. 44-46)
- Ziemowit Pędziwiatr – Hit (odc. 35, 38-41, 56, 71, 91, 97, 99-100, 104-105, 111-112)
- Wojciech Żołądkowicz –
  - Duplikat Vegety (odc. 44-46),
  - Doktor Brief (odc. 51-55, 62, 83),
  - Drakianin (odc. 85),
  - Szef kłusowników (odc. 85),
  - Żołnierz (odc. 86)
- Marcel Borowiec –
  - Zamasu (odc. 53-60, 65),
  - Zamasu jako Goku (odc. 61),
  - Fuzja Zamasu (odc. 64-67),
  - Widmo Zamasu (odc. 67)
- Wojciech Zalewski – Gowasu (odc. 53-55, 57-67, 85, 90-91, 97, 99, 103)
- Agnieszka Wiśniewska –
  - Bubbles (odc. 2-5, 10, 12, 44-45, 68, 88),
  - Osiemnastka (odc. 3-4, 7, 16, 20, 27, 33, 40-41, 53, 67-68, 70, 76-77, 84-85, 87-88, 92, 94, 96-102, 109-110, 115-131),
  - Marron (odc. 3, 6-7, 10, 16, 27, 33, 37, 41-42, 53, 68, 70, 77-78, 92, 94),
  - Bay (odc. 15, 77),
  - Król Wszechrzeczy (Zeno) (odc. 41-42, 54-55, 67, 77-83, 91-92, 96-108, 110-124, 126-129, 131),
  - Przyszły Król Wszechrzeczy (odc. 77-83, 91-92, 96-108, 110-124, 126-129, 131),
  - Bulla (odc. 83-84, 87-88, 91, 128),
  - gwary (odc. 32-34, 42, 45, 52)
- Tomasz Jarosz –
  - Yajirobe (odc. 43, 48, 56-63, 65-67, 94),
  - Operator kamery (odc. 73),
  - Sprzedawca warzyw (odc. 77),
  - Campari (odc. 85, 92, 97, 112, 119-121),
  - Transwestyta #1 (odc. 91, 118),
  - Oregano (odc. 98)
- Dagmara Niemiec – Aralka Spadkowska (odc. 43, 68-69)
- Sebastian Skoczeń – Jurek Spadkowski / Doktor Slump (odc. 69)
- Maksymilian Bogumił –
  - Yamcha (odc. 3, 6-8, 14, 33, 38, 42, 70, 83, 91, 96),
  - Żółw (odc. 62, 75),
  - Dźwiękowiec (odc. 74),
  - Przechodzień A (odc. 74),
  - Facet C (odc. 77),
  - Facet E (odc. 77)
- Marcin Przybylski –
  - Barry Khan (odc. 73-74),
  - Barry jako potwór (odc. 74)
- Cezary Kwieciński –
  - Drugi reżyser (odc. 73-74),
  - Facet A (odc. 77)
- Aleksandra Kowalicka –
  - Gaciuś #1 (odc. 69),
  - Gaciuś #2 (odc. 69),
  - Cocoa Amaguri (odc. 73-74)
- Dariusz Kosmowski –
  - Mężczyzna B (odc. 1),
  - Reporter #2 (odc. 1),
  - Sprzedawca w sklepie jubilerskim (odc. 1),
  - Jeden z fanów Pana Szatana (odc. 15),
  - Mały Kuririn (odc. 16, 84),
  - Stylista (odc. 17),
  - Żołnierz #3 (odc. 21),
  - Żołnierz F (odc. 21),
  - Żołnierz J (odc. 21),
  - Żołnierz L (odc. 21),
  - Żołnierz O (odc. 21),
  - Sautė́anin F (odc. 44),
  - Arcykapłan (odc. 55, 67, 77-83, 91, 95-99, 101-104, 106-108, 110-128, 130-131),
  - Starszy mężczyzna (odc. 65),
  - Prosiak (odc. 69),
  - Dziennikarz A (odc. 74),
  - Policjant #2 (odc. 75),
  - Rabanra (odc. 97, 115, 117-118),
  - Bollarator (odc. 108-109, 112-113, 120-121)
- Jan Aleksandrowicz-Krasko –
  - Prezenter (odc. 73-74),
  - Przestępca #1 (odc. 73),
  - Bergamo (odc. 77-82, 91, 97-99, 119),
  - Sprzedawca sushi (odc. 77)
- Paweł Ciołkosz –
  - Basil Wykop (odc. 78-79, 81, 83, 91, 96-98, 119),
  - Katopesla (odc. 97, 111, 113-115, 117, 119)
- Mateusz Kwiecień –
  - Ochroniarz #2 (odc. 71),
  - Kierownica czołgu (odc. 73),
  - Dziennikarz B (odc. 74),
  - Lavender (odc. 78-81, 91, 97-98),
  - Rabuś #2 (odc. 84),
  - Uczeń A (odc. 89),
  - gwary (odc. 71-76, 89),
  - gwary męskie (odc. 73, 76, 86-87)
- Michał Klawiter – Siedemnasty (odc. 86-88, 94, 96-97, 99-103, 109-110, 116-128, 130-131)
- Mieczysław Morański –
  - Pell (odc. 85, 102-103, 108, 115, 117-118),
  - Popo (odc. 85-86, 90-91),
  - Szef kosmicznych kłusowników (odc. 86-87),
  - Szef kłusowników (odc. 94)
- Jakub Pezda – Renzo (odc. 88)
- Agnieszka Mrozińska –
  - Kobieta #1 (odc. 88),
  - Yurin (odc. 89)
- Anna Wodzyńska –
  - Caulifla (odc. 88-89, 92-93, 96-97, 100-101, 104, 109, 111-116, 118, 131),
  - Kefla (odc. 114-117)
- Agata Skórska –
  - Kot (odc. 84),
  - Kale (odc. 92-93, 95-102, 104, 109, 111-116, 131),
  - Kefla (odc. 114-117)
- Przemysław Stippa – Quitela (odc. 85, 93-95, 97, 99, 105, 112, 116, 119)
- Modest Ruciński – Ro (odc. 78-81, 85, 91, 94-99)
- Krzysztof Grabowski –
  - Reżyser (odc. 73-74),
  - Sidra (odc. 78-79, 81, 85, 91, 94-96, 98-99),
  - Członek bandy #1 (odc. 89)
- Jarosław Domin –
  - Oni (odc. 93),
  - Jium (odc. 99),
  - Metiop (odc. 100),
  - Doktor Rota (odc. 106),
  - Kotisukai (odc. 109, 112, 120-121)
- Robert Jarociński – Kahseral (odc. 85, 91-92, 97, 101-102, 123)
- Joanna Pach-Żbikowska – Brianne de Chateau / Ribrianne (odc. 91, 102-104, 106-111, 117-119)
- Zuzanna Galia –
  - Sanka Ku / Kakunsa (odc. 102-103, 109, 117-119),
  - Shantza (odc. 119)
- Paula Godusławska –
  - Tights (odc. 29, 31),
  - Reporterka (odc. 73),
  - Helles (odc. 79, 81, 85, 97, 102-103, 108-109, 111, 115, 117-119)
- Łukasz Górski –
  - Sawar (odc. 102),
  - Obuni (odc. 103-104)
- Zbigniew Kozłowski – Dyspo (odc. 85, 91, 104-105, 107, 111, 115, 117, 121-126, 131)
- Adrian Perdjon –
  - Rubalt (odc. 103),
  - Konshi (odc. 104, 123, 131)
- Emilia Niedzielak – Kaiaway (odc. 105)
- Michał Swarlik – Jimeze (odc. 100, 102-103, 108, 117)
- Przemysław Nikiel – Jiren (odc. 96, 100, 104, 107, 109-112, 116, 121-131)
- Hanna Kinder-Kiss –
  - Ogma (odc. 81, 96, 108, 131),
  - Monna (odc. 112-113)
- Marta Dobecka – Su Roas / Rozie (odc. 102-103, 109, 111, 117-119)
- Aleksander Kaźmierczak –
  - Tupper (odc. 101-102),
  - Zerloin (odc. 103, 109, 117-119)
- Robert Tondera – Doktor Paparoni (odc. 120-121)
- Mikołaj Klimek –
  - Prezenter radiowy (odc. 44),
  - Duplikat Grilla (odc. 44-45),
  - Commeson (odc. 45),
  - Dabra (odc. 49),
  - Rebeliant #1 (odc. 56, 58, 60, 63, 65-66),
  - Pirina (odc. 111-112, 115-118),
  - Anilaza (odc. 120-121),
  - Koichiarator (odc. 120)
- Sławomir Pacek – Vermoud (odc. 81-82, 85, 97, 101, 104, 107, 109-111, 122-131)

W pozostałych rolach:
- Hubert Chłopicki –
  - Staruszek B (odc. 1),
  - Facet E (odc. 2),
  - Kierowca (odc. 3)
- Patrycja Chrzanowska –
  - Kobieta w sklepie z kosmetykami (odc. 1),
  - Ekspedientka 2 (odc. 71),
  - Recepcjonistka Bulmy (odc. 77),
  - Mobu (odc. 91),
  - Sorrel (odc. 98),
  - gwary (odc. 1-4, 6-7, 53, 71-76),
  - gwary kobiece (odc. 68, 73, 84, 89)
- Aleksander Orsztynowicz-Czyż –
  - Fotograf (odc. 1),
  - Klient (odc. 1),
  - Mężczyzna A (odc. 1),
  - Konferansjer (odc. 2),
  - Dinozaur (odc. 2),
  - Wodzirej (odc. 2),
  - Członek ekipy przyjęcia (odc. 3),
  - Reżyser (odc. 12),
  - Caroni (odc. 13, 15),
  - Dwóch z fanów Pana Szatana (odc. 15),
  - Widz #1 (odc. 15),
  - Widz #5 (odc. 15),
  - Mężczyzna (odc. 16),
  - Rabuś #2 (odc. 18),
  - Żołnierz Friezy #2 (odc. 19),
  - Kosmita #3 (odc. 55),
  - Kosmita #6 (odc. 55),
  - Kosmita #7 (odc. 55),
  - Kosmita #10 (odc. 55),
  - Rebeliant #2 (odc. 56, 58, 63, 65-66),
  - Przestępca #2 (odc. 75),
  - Liquir (odc. 96, 108, 129),
  - Mule (odc. 121-122)
  - gwary (odc. 53, 65-69),
  - kosmici (gwary) (odc. 54-55),
  - gwary męskie (odc. 66)
- Katarzyna Zawidzka –
  - Kobieta A (odc. 1),
  - Kobieta (odc. 16),
  - Diabelny Aniołek 2 (odc. 19-20),
  - Kotek (odc. 47),
  - Ekspedientka 1 (odc. 71),
  - Kobieta (odc. 84),
  - Kobieta (odc. 89),
  - gwary (odc. 1-52, 71-90),
  - gwary kobiece (odc. 73)
- Jakub Kisiel –
  - Facet A (odc. 2),
  - Facet B (odc. 2),
  - Facet C (odc. 2),
  - Facet D (odc. 2),
  - Duplikat Sautė́anin A (odc. 44),
  - Duplikat Sautė́anin C (odc. 44),
  - Sautė́anin A (odc. 44-45),
  - Sautė́anin C (odc. 44-45),
  - Sautė́anin F (odc. 45),
  - Rebeliant #3 (odc. 56, 58),
  - Mężczyzna #1 (odc. 65),
  - Eyre (odc. 81, 85, 92, 97, 100, 107, 112, 115, 120-121),
  - Agu (odc. 81, 108),
  - gwary (odc. 1-4, 6-7, 32-34, 42, 45, 52-60, 65-69),
  - kosmici (gwary) (odc. 54-55),
  - gwary męskie (odc. 66)
- Krzysztof Plewako-Szczerbiński –
  - Shu (odc. 4, 6, 8-10, 14, 19, 43-44, 48-55, 58-60, 62, 67-68, 77, 83),
  - Galbi (odc. 15),
  - Duplikat Sautė́anin D (odc. 44)
- Kim Grygierzec –
  - Piiza (odc. 13-15, 42, 49),
  - Wróżka #2 (odc. 19),
  - Panchy (odc. 33),
  - Vikal (odc. 102, 117),
  - Maji Kayo (odc. 107),
  - gwary (odc. 12-13, 15, 19-20, 27, 32-34, 42, 52)
- Patryk Kasper –
  - Pirozhki (odc. 13, 15),
  - Piesi (odc. 17),
  - Sisami (odc. 19-21),
  - Auta Magetta (odc. 35-37, 40-41, 70, 99-100, 105, 107),
  - Wielki Szatan Piccolo (odc. 62),
  - Kucharz (odc. 68),
  - Ochroniarz #1 (odc. 71),
  - Członek ekipy (odc. 73),
  - Facet A (odc. 76),
  - Facet A (odc. 77),
  - Facet D (odc. 77),
  - Lord Geene (odc. 96, 109),
  - Hissop (odc. 98),
  - Roselle (odc. 98),
  - Saonel (jedna kwestia w odc. 116),
  - gwary (odc. 12-13, 15, 19-20, 27, 52, 71-76, 89),
  - gwary męskie (odc. 21, 23, 73, 76, 86-87)
- Dominik Szarwacki –
  - Jeden z fanów pana Szatana (odc. 15),
  - Kucharz (odc. 15)
  - Żołnierz (odc. 15),
  - Żołnierz Friezy #1 (odc. 15),
  - Przechodnie (odc. 17),
  - Żołnierz V (odc. 21),
  - Kucharz (odc. 27),
  - Iru (odc. 81, 96, 108, 131),
  - Sługa (odc. 87),
  - gwary (odc. 12-13, 15, 19-20, 27, 52),
  - gwary męskie (odc. 21, 23)
- Mateusz Weber –
  - Jeden z fanów pana Szatana (odc. 15),
  - Widz (odc. 15),
  - Przechodnie (odc. 17),
  - Rabuś #1 (odc. 17),
  - Żołnierz T (odc. 21),
  - Anat (odc. 81, 96-97, 99, 108-110, 117, 122, 128, 130),
  - gwary (odc. 12-13, 15, 19-20, 27, 52),
  - gwary męskie (odc. 21, 23)
- Michał Witak –
  - Żołnierz 2 (odc. 21),
  - Żołnierz A (odc. 21),
  - Żołnierz D (odc. 21),
  - Żołnierz H (odc. 21),
  - Żołnierz M (odc. 21),
  - Żołnierz Q (odc. 21),
  - Żołnierz X (odc. 21),
  - Czerwony żołnierz (odc. 21),
  - Kosmita #1 (odc. 54-55),
  - Kosmita #4 (odc. 55),
  - Kosmita #8 (odc. 55),
  - Cywil A (odc. 56),
  - Rebeliant #4 (odc. 56, 58),
  - Mężczyzna #2 (odc. 65),
  - Ochroniarz (odc. 69),
  - gwary (odc. 53-60, 65-69),
  - gwary męskie (odc. 66),
  - kosmici (gwary) (odc. 54-55)
- Wojciech Słupiński –
  - Asystenci Lorda Zuno (odc. 31),
  - Fuwa (odc. 32-33, 35, 37, 39-41, 85, 97, 114-116)
- Tomasz Traczyński –
  - Głos z centrali Galaktycznego Patrolu (odc. 31),
  - Kibito (odc. 32, 35, 40-42, 55, 77-79, 81)
- Paweł Wojtaszek –
  - Monaka (odc. 32, 39-46),
  - Duplikat Sautė́anin B (odc. 44),
  - Sautė́anin B (odc. 44, 46),
  - Kaskader (odc. 73),
  - Dziennikarz C (odc. 74),
  - Przechodzień B (odc. 74),
  - Facet A (odc. 75),
  - Murisarm (odc. 100),
  - Preecho (odc. 101),
  - Panchia (odc. 109, 112-113, 120-121),
  - gwary (odc. 32-34, 42, 45, 52)
- Piotr Makarski –
  - Słudzy (odc. 41, 67),
  - Grill (odc. 44-45),
  - Karin (odc. 48, 94),
  - Sługa #1 (odc. 55, 74),
  - Sługa #2 (odc. 55, 74),
  - Kuru (odc. 81, 93-94, 96, 105, 112, 116)
- Maria Brzostyńska –
  - Profesorowa (odc. 43),
  - Nauczycielka (odc. 48),
  - Staruszka (odc. 56),
  - Staruszka (odc. 60),
  - Babcia (odc. 72),
  - Staruszka (odc. 84)
- Brygida Turowska –
  - Panchy (odc. 51, 83),
  - Haru (odc. 56, 58-60, 63, 65-67),
  - Cocotte (odc. 101-102, 123, 131),
  - Zoiray (odc. 101-102)
- Katarzyna Pietras –
  - Kobieta (odc. 55),
  - Kobieta #1 (odc. 65),
  - Kotek (odc. 66),
  - Reporterka (odc. 69),
  - Kot (odc. 91-92),
  - Prezenterka (odc. 91),
  - Lilibeu (odc. 97),
  - Kobieta z tłumu (odc. 119),
  - gwary (odc. 53-60, 91-92, 96-99, 101-110, 119, 122-123),
  - gwary kobiece (odc. 68)
- Piotr Józefiak –
  - Listonosz (odc. 71),
  - Facet F (odc. 77),
  - Młodzieniec (odc. 77),
  - Żołnierz A (odc. 86-87),
  - Uczeń (odc. 89),
  - gwary (odc. 71-76, 89),
  - gwary męskie (odc. 73, 76, 86-87)
- Aleks Mackiewicz –
  - Mężczyzna #2 (odc. 71),
  - Dowódca żołnierzy (odc. 86-87),
  - gwary (odc. 71-76, 89),
  - gwary męskie (odc. 73, 76, 86-87)
- Oskar Stoczyński –
  - Mężczyzna (odc. 71),
  - Rabuś #3 (odc. 84),
  - Żołnierz C (odc. 86),
  - Uczeń B (odc. 89),
  - gwary męskie (odc. 73, 86-87),
  - gwary (odc. 89)
- Jagoda Bogusz – Członkini ekipy (odc. 73)
- Miriam Aleksandrowicz – Baba Gula (odc. 75-76, 93-95)
- Maciej Kowalski –
  - Mężczyzna (odc. 84),
  - Policjant (odc. 84),
  - Pracownik (odc. 85),
  - Miecznik B (odc. 87),
  - Członek bandy #2 (odc. 89),
  - Facet 1 (odc. 89),
  - Mohito (odc. 91, 99),
  - Żołnierz D (odc. 95)
- Patryk Czerniejewski –
  - Rumsshi (odc. 85, 91, 97, 102-103),
  - Kelner (odc. 90),
  - Prezenter (odc. 91),
  - Żołnierz A (odc. 95),
  - Chappil (odc. 98, 109),
  - gwary (odc. 91-92, 96-99, 101-110, 119, 122-123)
- Damian Kulec –
  - Murichime (odc. 90, 97, 101),
  - Żołnierz B (odc. 95),
  - Arack (odc. 96-97, 109-110),
  - gwary (odc. 91-92, 96-99, 101-110, 119, 122-123)
- Julia Łukowiak –
  - Cus (odc. 90-91),
  - Dziewczynka #2 (odc. 92),
  - Hoppa (odc. 97-98, 119),
  - gwary (odc. 91-92, 96-99, 101-110, 119, 122-123)
- Joanna Wiśniewska – mała Yurin (odc. 90)
- Piotr Czaplicki –
  - Aktor (odc. 91),
  - Transwestyta #2 (odc. 91, 118),
  - Rebeliant (odc. 91),
  - Narirama (odc. 92, 100)
- Maciej Więckowski –
  - Nigrisshi (odc. 92, 99),
  - Shosa (odc. 97, 99),
  - Vuon (odc. 100)
- Karol Osentowski –
  - Ganos (odc. 93, 97, 105),
  - Comfrey (odc. 98)
- Paweł Szczesny –
  - Król Yemma (odc. 93),
  - Napapa (odc. 97-98, 100)
- Mikołaj Bożyk –
  - Duch (odc. 93-94),
  - Podwładny (odc. 94),
  - Iwne (odc. 96, 109, 128),
  - Człowiek #2 (odc. 119)
- Aleksandra Długosz –
  - Dercori (odc. 97, 105),
  - gwary (odc. 91-92, 96-99, 101-110, 119, 122-123)
- Janusz Komorowski – Nink (odc. 97)
- Wojciech Raszewski –
  - Ketol (odc. 97, 101-102),
  - Jirasen (odc. 102),
  - Jilcol (odc. 103)
- Wojciech Stolorz –
  - Zarbuto (odc. 102, 115, 117-118),
  - Prum (odc. 106)
- Jakub Kordas – Saonel (odc. 111-112, 115, 117-119)

i inni
Lektor:
- Tomasz Śliwiński,
- Karol Gajos (wyczytanie swojej roli w zapowiedzi następnego odcinka: odc. 124),
- Kamil Pruban (wyczytanie swojej roli w zapowiedzi następnego odcinka: odc. 128),
- Sebastian Perdek (wyczytanie swojej roli w tyłówce odc. 131),
- Waldemar Barwiński (wyczytanie swojej roli w tyłówce odc. 131),
- Dariusz Odija (wyczytanie swojej roli w tyłówce odc. 131),
- Michał Klawiter (wyczytanie swojej roli w tyłówce odc. 131),
- Przemysław Nikiel (wyczytanie swojej roli w tyłówce odc. 131),
- Agnieszka Wiśniewska (wyczytanie swojej roli w tyłówce odc. 131),
- Dariusz Kosmowski (wyczytanie swojej roli w tyłówce odc. 131)

Produkcja polska: TFP Sp. z o.o. dla Telewizji Polsat Sp. z o.o.

Nadzór: Toei Animation Europe S.A.

Kierownik produkcji: Vanessa Gauthier, Charles Lamoureux